# Ipanema, Minas Gerais
Ipanema este un oraș în Minas Gerais (MG), Brazilia.